# Cleobulina van Rhodos

Cleobulina van Rhodos -of Cleobulina van Lindus- (ca. 570 v.Chr.) was de dochter van Cleobulus, een van de Zeven Wijzen. Veel van wat we over haar weten komt van Aristoteles' Poetica. Hij citeerde haar ook in zijn Retorica. Ze staat vooral bekend om haar raadsels, die ze in hexametrisch vers schreef.
Van Plutarchus weten we dat Thales haar prees als een vrouw "met het verstand van een staatsman". Vandaar dat hij haar de bijnaam Eumetis gaf, die wijze raadsvrouw betekent. Haar vader zou dankzij haar invloed heerser geweest zijn van Rhodos.
Diogenes Laërtius vertelt ons over haar en haar vader het volgende:
"CLEOBULUS werd geboren in Lindus als zoon van Evagoras; maar volgens Duris was hij een Cariër. Anderen voeren zijn stamboom terug tot Hercules. Hij zou naar verluidt sterk en mooi geweest zijn en filosofie gestudeerd hebben in Egypte. Hij had een dochter, Cleobulina, die raadsels in hexametrisch vers placht samen te stellen. Zij wordt ook vernoemd door Cratinus in zijn toneelstuk met dezelfde naam, al wordt de titel in het meervoud geschreven. Er wordt ook gezegd dat hij (Cleobulus) de tempel van Minerva, die door Danaus gebouwd werd, gerestaureerd zou hebben."